# Qualifications de la Coupe du monde de football 2026
 (décembre 2022).
Navigation
Éliminatoires 2022 Qualifications 2030
Les qualifications de la Coupe du monde 2026 de football mettent aux prises 211 équipes nationales afin de désigner 45 des 48 sélections qui disputeront la phase finale, le Canada, les États-Unis et le Mexique ayant automatiquement leur place en tant que pays hôtes de la compétition. Les éliminatoires se déroulent à partir de l'automne 2023 jusqu'à l'automne 2025.

## Répartition des équipes qualifiées par confédérations
Les 45 places seront attribuées aux six confédérations de la FIFA. Le nombre d'équipes inscrites et de places qualificatives par confédération est le suivant :
- AFC (Asie) - 46 équipes - 8 ou 9 qualifiées
- CAF (Afrique) - 54 équipes - 9 ou 10 qualifiées
- CONCACAF (Amérique du Nord, Amérique centrale et Caraïbes) - 35 équipes - 6 à 8 qualifiées (dont le Canada, les États-Unis et le Mexique)
- CONMEBOL (Amérique du Sud) - 10 équipes - 6 ou 7 qualifiées
- OFC (Océanie) - 11 équipes - 1 ou 2 qualifiées
- UEFA (Europe) - 55 équipes - 16 qualifiées

## Les 48 qualifiés
Les équipes qualifiées sont issues de phases éliminatoires continentales (disputées en groupes ou/et à élimination directe, avec d'éventuels barrages). Seules les équipes des pays organisateurs, le Canada, les États-Unis et le Mexique, sont exemptées de phase préliminaire et sont qualifiées d'office.

Équipes qualifiées pour la Coupe du monde 2026
Équipes pouvant encore se qualifier
Équipes non-qualifiées pour la Coupe du monde 2026
Équipes suspendues / Forfaits
Équipes non membres de la FIFA

| Équipe           | Parcours                                                    | Date de qualification | Phase finale | Meilleure performance                         | Dernière participation    | Participations consécutives |
| ---------------- | ----------------------------------------------------------- | --------------------- | ------------ | --------------------------------------------- | ------------------------- | --------------------------- |
| Canada           | Qualifié d'office en tant que pays organisateur             | 14 février 2023       | 3e           | 1er tour (1986, 2022)                         | 2022 (1er tour)           | 2                           |
| États-Unis       | Qualifié d'office en tant que pays organisateur             | 14 février 2023       | 12e          | 3e (1930)                                     | 2022 (Huitième de finale) | 2                           |
| Mexique          | Qualifié d'office en tant que pays organisateur             | 14 février 2023       | 18e          | Quart de finale (1970, 1986)                  | 2022 (1er tour)           | 9                           |
| Japon            | 1er du Groupe C du troisième tour de la Zone Asie           | 20 mars 2025          | 8e           | Huitième de finale (2002, 2010, 2018, 2022)   | 2022 (Huitième de finale) | 8                           |
| Nouvelle-Zélande | Vainqueur de la finale du troisième tour de la Zone Océanie | 24 mars 2025          | 3e           | 1er tour (1982, 2010)                         | 2010 (1er tour)           | 1                           |
| Iran             | 1er du Groupe A du troisième tour de la Zone Asie           | 25 mars 2025          | 7e           | 1er tour (1978, 1998, 2006, 2014, 2018, 2022) | 2022 (1er tour)           | 4                           |
| Argentine T      | 1er de la zone Amérique du Sud                              | 25 mars 2025          | 19e          | Vainqueur (1978, 1986, 2022)                  | 2022 (Vainqueur)          | 14                          |
| Ouzbékistan      | 2e du Groupe A du troisième tour de la Zone Asie            | 5 juin 2025           | 1re          | Éliminatoires (2010, 2014 tour final (4e)     | -                         | 1                           |
| Corée du Sud     | 1er du Groupe B du troisième tour de la Zone Asie           | 5 juin 2025           | 12e          | Demi-finale 4e (2002)                         | 2022 (Huitième de finale) | 11                          |
| Jordanie         | 2e du Groupe B du troisième tour de la Zone Asie            | 5 juin 2025           | 1re          | Éliminatoires (2014 Barrage intercontinental) | -                         | 1                           |
| Australie        | 2e du Groupe C du troisième tour de la Zone Asie            | 10 juin 2025          | 7e           | Huitième de finale (2006, 2022)               | 2022 (Huitième de finale) | 6                           |
| Équateur         | Top 6 de la zone Amérique du Sud                            | 11 juin 2025          | 5e           | Huitième de finale (2006)                     | 2022 (1er tour)           | 2                           |
| Brésil           | Top 6 de la zone Amérique du Sud                            | 11 juin 2025          | 23e          | Vainqueur (1958, 1962, 1970, 1994, 2002)      | 2022 (Quart de finale)    | 23                          |
|                  |                                                             |                       |              |                                               |                           |                             |
|                  |                                                             |                       |              |                                               |                           |                             |
|                  |                                                             |                       |              |                                               |                           |                             |
|                  |                                                             |                       |              |                                               |                           |                             |
|                  |                                                             |                       |              |                                               |                           |                             |
|                  |                                                             |                       |              |                                               |                           |                             |
|                  |                                                             |                       |              |                                               |                           |                             |
|                  |                                                             |                       |              |                                               |                           |                             |
|                  |                                                             |                       |              |                                               |                           |                             |
|                  |                                                             |                       |              |                                               |                           |                             |
|                  |                                                             |                       |              |                                               |                           |                             |
|                  |                                                             |                       |              |                                               |                           |                             |
|                  |                                                             |                       |              |                                               |                           |                             |
|                  |                                                             |                       |              |                                               |                           |                             |
|                  |                                                             |                       |              |                                               |                           |                             |
|                  |                                                             |                       |              |                                               |                           |                             |
|                  |                                                             |                       |              |                                               |                           |                             |
|                  |                                                             |                       |              |                                               |                           |                             |
|                  |                                                             |                       |              |                                               |                           |                             |
|                  |                                                             |                       |              |                                               |                           |                             |
|                  |                                                             |                       |              |                                               |                           |                             |
|                  |                                                             |                       |              |                                               |                           |                             |
|                  |                                                             |                       |              |                                               |                           |                             |
|                  |                                                             |                       |              |                                               |                           |                             |
|                  |                                                             |                       |              |                                               |                           |                             |
|                  |                                                             |                       |              |                                               |                           |                             |
|                  |                                                             |                       |              |                                               |                           |                             |
|                  |                                                             |                       |              |                                               |                           |                             |
|                  |                                                             |                       |              |                                               |                           |                             |
|                  |                                                             |                       |              |                                               |                           |                             |
|                  |                                                             |                       |              |                                               |                           |                             |
|                  |                                                             |                       |              |                                               |                           |                             |
|                  |                                                             |                       |              |                                               |                           |                             |
|                  |                                                             |                       |              |                                               |                           |                             |
|                  |                                                             |                       |              |                                               |                           |                             |

Équipes non-qualifiées et présentes lors de l'édition 2022 :

### Répartition par confédération
|       | Confédération | Zone continentale                               | Engagés | Places  | B.IC(*) | Qualifiés                                              |
| ----- | ------------- | ----------------------------------------------- | ------- | ------- | ------- | ------------------------------------------------------ |
|       | UEFA          | Europe                                          | 55      | 16      | 0       |                                                        |
|       | CAF           | Afrique                                         | 54      | 9       | 1       |                                                        |
|       | CONCACAF      | Amérique du Nord, Amérique centrale et Caraïbes | 35      | 6       | 2       | Canada H États-Unis H Mexique H                        |
|       | CONMEBOL      | Amérique du Sud                                 | 10      | 6       | 1       | Argentine T Brésil Équateur                            |
|       | AFC           | Asie                                            | 47      | 8       | 1       | Australie Corée du Sud Iran Japon Jordanie Ouzbékistan |
|       | OFC           | Océanie                                         | 11      | 1       | 1       | Nouvelle-Zélande                                       |
| Total | Total         | Total                                           | 212     | 46 (+2) | 46 (+2) |                                                        |

(*) : Le nombre de places définitif concernant cinq zones (l'Afrique (CAF), l'Amérique du Nord, Amérique centrale et Caraïbes (CONCACAF), l'Amérique du Sud (CONMEBOL), l'Asie (AFC) et l'Océanie (OFC)) dépend des résultats des barrages intercontinentaux.
H : Pays hôte / T : Tenant de titre

## Résultats par confédération
Dans les phases de qualification en groupe disputées selon le système de championnat, lorsque des équipes se retrouvent à égalité de points à l'issue de la dernière journée, elles sont classées et départagées suivant :
1. la meilleure différence de buts ;
2. le plus grand nombre de buts marqués ;
3. le plus grand nombre de points obtenus lors des rencontres entre les équipes concernées ;
4. la meilleure différence de buts lors des rencontres entre les équipes concernées ;
5. le plus grand nombre de buts marqués lors des rencontres entre les équipes concernées ;
6. le plus grand nombre de buts marqués à l’extérieur dans les rencontres aller-retour entre les équipes concernées (si elles sont deux) ;
7. le plus petit nombre de points disciplinaires sur l'ensemble des matchs du groupe suivant le barème : 1 point pour un avertissement reçu par un joueur non suivi d'une expulsion, 3 pts pour le second avertissement dans un match reçu par le même joueur entraînant une expulsion, 4 pts pour une expulsion directe, 5 pts pour une expulsion directe d'un joueur déjà averti dans le match ;

Si le départage pour la qualification entre des équipes à égalité dans un groupe est impossible suivant les critères ci-dessus, alors un tirage au sort est effectué par la commission d'organisation de la FIFA.

### Asie (AFC)
L'AFC a dévoilé le 1er août 2022 le format des éliminatoires de la Coupe du monde 2026 :
- Premier tour : Les vingt-deux équipes de l'AFC qui figurent de la 137e à la 207e place du classement Classement FIFA se rencontrent en matchs aller et retour à élimination directe.
- Deuxième tour : Les onze vainqueurs du premier tour rejoignent les équipes restantes (classées de la 1er à la 25e place de la zone Asie selon le classement FIFA). Les 36 équipes sont réparties en neuf groupes de quatre. Au sein d'un groupe, toutes les équipes se rencontrent en matchs aller-retour. Les deux premiers de chaque groupe se qualifient pour le troisième tour.
- Troisième tour : Les dix-huit qualifiés du deuxième tour sont répartis dans trois groupes de six. Les deux premiers de chaque groupe se qualifient directement pour la Coupe du monde, les deux derniers sont directement éliminés.
- Quatrième tour : Les troisièmes et quatrièmes de groupe du troisième tour sont répartis dans deux groupes de trois équipes. Les deux vainqueurs de groupe se qualifient pour la Coupe du monde.
- Cinquième tour : Les deux deuxièmes de groupe du quatrième tour s'affrontent. Le vainqueur accède aux barrages intercontinentaux.

#### Premier tour
| Équipe         | Aller | Total  | Retour | Équipe         |
| -------------- | ----- | ------ | ------ | -------------- |
| Afghanistan    | 1 - 0 | 2 - 0  | 1 - 0  | Mongolie       |
| Maldives       | 1 - 1 | 2 - 3  | 1 - 2  | Bangladesh     |
| Singapour      | 2 - 1 | 3 - 1  | 1 - 0  | Guam           |
| Yémen          | 3 - 0 | 4 - 1  | 1 - 1  | Sri Lanka      |
| Birmanie       | 5 - 1 | 5 - 1  | 0 - 0  | Macao          |
| Cambodge       | 0 - 0 | 0 - 1  | 0 - 1  | Pakistan       |
| Taipei chinois | 4 - 0 | 7 - 0  | 3 - 0  | Timor oriental |
| Indonésie      | 6 - 0 | 12 - 0 | 6 - 0  | Brunei         |
| Hong Kong      | 4 - 0 | 4 - 2  | 0 - 2  | Bhoutan        |
| Népal          | 1 - 1 | 2 - 1  | 1 - 0  | Laos           |

#### Deuxième tour

##### Groupe A
| Rang | Équipe      | Pts | J | G | N | P | Bp | Bc | Diff |  | Résultats (▼ dom., ► ext.) |     |     |     |     |
| ---- | ----------- | --- | - | - | - | - | -- | -- | ---- |  | -------------------------- | --- | --- | --- | --- |
| 1    | Qatar       | 16  | 6 | 5 | 1 | 0 | 18 | 3  | +15  |  | Qatar                      |     | 3-0 | 2-1 | 8-1 |
| 2    | Koweït      | 7   | 6 | 2 | 1 | 3 | 6  | 6  | 0    |  | Koweït                     | 1-2 |     | 0-1 | 1-0 |
| 3    | Inde        | 5   | 6 | 1 | 2 | 3 | 3  | 7  | -4   |  | Inde                       | 0-3 | 0-0 |     | 1-2 |
| 4    | Afghanistan | 5   | 6 | 1 | 2 | 3 | 3  | 14 | -11  |  | Afghanistan                | 0-0 | 0-4 | 0-0 |     |

##### Groupe B
| Rang | Équipe        | Pts | J | G | N | P | Bp | Bc | Diff |  | Résultats (▼ dom., ► ext.) |       |     |     |     |
| ---- | ------------- | --- | - | - | - | - | -- | -- | ---- |  | -------------------------- | ----- | --- | --- | --- |
| 1    | Japon         | 18  | 6 | 6 | 0 | 0 | 24 | 0  | +24  |  | Japon                      |       | 1-0 | 5-0 | 5-0 |
| 2    | Corée du Nord | 9   | 6 | 3 | 0 | 3 | 11 | 7  | +4   |  | Corée du Nord              | 0-3 * |     | 1-0 | 4-1 |
| 3    | Syrie         | 7   | 6 | 2 | 1 | 3 | 9  | 12 | -3   |  | Syrie                      | 0-5   | 1-0 |     | 7-0 |
| 4    | Birmanie      | 1   | 6 | 0 | 1 | 5 | 3  | 28 | -25  |  | Birmanie                   | 0-5   | 1-6 | 1-1 |     |

(*) : Le match Corée du Nord-Japon prévu le 26 mars 2024 à Pyongyang a été annulé par la Corée du Nord. La FIFA donne la victoire au Japon sur tapis vert sur le score forfaitaire de 3 à 0.

##### Groupe C
| Rang | Équipe       | Pts | J | G | N | P | Bp | Bc | Diff |  | Résultats (▼ dom., ► ext.) |     |     |     |     |
| ---- | ------------ | --- | - | - | - | - | -- | -- | ---- |  | -------------------------- | --- | --- | --- | --- |
| 1    | Corée du Sud | 16  | 6 | 5 | 1 | 0 | 20 | 1  | +19  |  | Corée du Sud               |     | 1-0 | 1-1 | 5-0 |
| 2    | Chine        | 8   | 6 | 2 | 2 | 2 | 9  | 9  | 0    |  | Chine                      | 0-3 |     | 1-1 | 4-1 |
| 3    | Thaïlande    | 8   | 6 | 2 | 2 | 2 | 9  | 9  | 0    |  | Thaïlande                  | 0-3 | 1-2 |     | 3-1 |
| 4    | Singapour    | 1   | 6 | 0 | 1 | 5 | 5  | 24 | -19  |  | Singapour                  | 0-7 | 2-2 | 1-3 |     |

##### Groupe D
| Rang | Équipe         | Pts | J | G | N | P | Bp | Bc | Diff |  | Résultats (▼ dom., ► ext.) |     |     |     |     |
| ---- | -------------- | --- | - | - | - | - | -- | -- | ---- |  | -------------------------- | --- | --- | --- | --- |
| 1    | Oman           | 13  | 6 | 4 | 1 | 1 | 11 | 2  | +9   |  | Oman                       |     | 1-1 | 2-0 | 3-0 |
| 2    | Kirghizistan   | 11  | 6 | 3 | 2 | 1 | 13 | 7  | +6   |  | Kirghizistan               | 1-0 |     | 1-1 | 5-1 |
| 3    | Malaisie       | 10  | 6 | 3 | 1 | 2 | 9  | 9  | 0    |  | Malaisie                   | 0-2 | 4-3 |     | 3-1 |
| 4    | Taipei chinois | 0   | 6 | 0 | 0 | 6 | 2  | 17 | -15  |  | Taipei chinois             | 0-3 | 0-2 | 0-1 |     |

##### Groupe E
| Rang | Équipe       | Pts | J | G | N | P | Bp | Bc | Diff |  | Résultats (▼ dom., ► ext.) |     |     |     |     |
| ---- | ------------ | --- | - | - | - | - | -- | -- | ---- |  | -------------------------- | --- | --- | --- | --- |
| 1    | Iran         | 14  | 6 | 4 | 2 | 0 | 16 | 4  | +12  |  | Iran                       |     | 0-0 | 5-0 | 4-0 |
| 2    | Ouzbékistan  | 14  | 6 | 4 | 2 | 0 | 13 | 4  | +9   |  | Ouzbékistan                | 2-2 |     | 3-1 | 3-0 |
| 3    | Turkménistan | 2   | 6 | 0 | 2 | 4 | 4  | 14 | -10  |  | Turkménistan               | 0-1 | 1-3 |     | 0-0 |
| 4    | Hong Kong    | 2   | 6 | 0 | 2 | 4 | 4  | 15 | -11  |  | Hong Kong                  | 2-4 | 0-2 | 2-2 |     |

##### Groupe F
| Rang | Équipe      | Pts | J | G | N | P | Bp | Bc | Diff |  | Résultats (▼ dom., ► ext.) |     |     |     |     |
| ---- | ----------- | --- | - | - | - | - | -- | -- | ---- |  | -------------------------- | --- | --- | --- | --- |
| 1    | Irak        | 18  | 6 | 6 | 0 | 0 | 17 | 2  | +15  |  | Irak                       |     | 5-1 | 3-1 | 1-0 |
| 2    | Indonésie   | 10  | 6 | 3 | 1 | 2 | 8  | 8  | 0    |  | Indonésie                  | 0-2 |     | 1-0 | 2-0 |
| 3    | Vietnam     | 6   | 6 | 2 | 0 | 4 | 6  | 10 | -4   |  | Vietnam                    | 0-1 | 0-3 |     | 3-2 |
| 4    | Philippines | 1   | 6 | 0 | 1 | 5 | 3  | 14 | -11  |  | Philippines                | 0-5 | 1-1 | 0-2 |     |

##### Groupe G
| Rang | Équipe          | Pts | J | G | N | P | Bp | Bc | Diff |  | Résultats (▼ dom., ► ext.) |     |     |     |     |
| ---- | --------------- | --- | - | - | - | - | -- | -- | ---- |  | -------------------------- | --- | --- | --- | --- |
| 1    | Jordanie        | 13  | 6 | 4 | 1 | 1 | 16 | 4  | +12  |  | Jordanie                   |     | 0-2 | 3-0 | 7-0 |
| 2    | Arabie saoudite | 13  | 6 | 4 | 1 | 1 | 12 | 3  | +9   |  | Arabie saoudite            | 1-2 |     | 1-0 | 4-0 |
| 3    | Tadjikistan     | 8   | 6 | 2 | 2 | 2 | 11 | 7  | +4   |  | Tadjikistan                | 1-1 | 1-1 |     | 3-0 |
| 4    | Pakistan        | 0   | 6 | 0 | 0 | 6 | 1  | 26 | -25  |  | Pakistan                   | 0-3 | 0-3 | 1-6 |     |

##### Groupe H
| Rang | Équipe              | Pts | J | G | N | P | Bp | Bc | Diff |  | Résultats (▼ dom., ► ext.) |     |     |     | Drapeau du Népal |
| ---- | ------------------- | --- | - | - | - | - | -- | -- | ---- |  | -------------------------- | --- | --- | --- | ---------------- |
| 1    | Émirats arabes unis | 16  | 6 | 5 | 1 | 0 | 16 | 2  | +14  |  | Émirats arabes unis        |     | 1-1 | 2-1 | 4-0              |
| 2    | Bahreïn             | 11  | 6 | 3 | 2 | 1 | 11 | 3  | +8   |  | Bahreïn                    | 0-2 |     | 0-0 | 3-0              |
| 3    | Yémen               | 5   | 6 | 1 | 2 | 3 | 6  | 10 | -4   |  | Yémen                      | 0-3 | 0-2 |     | 2-2              |
| 4    | Népal               | 1   | 6 | 0 | 1 | 5 | 2  | 20 | -18  |  | Népal                      | 0-4 | 0-5 | 0-2 |                  |

##### Groupe I
| Rang | Équipe     | Pts | J | G | N | P | Bp | Bc | Diff |  | Résultats (▼ dom., ► ext.) |     |     |     |     |
| ---- | ---------- | --- | - | - | - | - | -- | -- | ---- |  | -------------------------- | --- | --- | --- | --- |
| 1    | Australie  | 18  | 6 | 6 | 0 | 0 | 22 | 0  | +22  |  | Australie                  |     | 5-0 | 2-0 | 7-0 |
| 2    | Palestine  | 8   | 6 | 2 | 2 | 2 | 6  | 6  | 0    |  | Palestine                  | 0-1 |     | 0-0 | 5-0 |
| 3    | Liban      | 6   | 6 | 1 | 3 | 2 | 5  | 8  | -3   |  | Liban                      | 0-5 | 0-0 |     | 4-0 |
| 4    | Bangladesh | 1   | 6 | 0 | 1 | 5 | 1  | 20 | -19  |  | Bangladesh                 | 0-2 | 0-1 | 1-1 |     |

#### Troisième tour

##### Groupe A
| Rang | Équipe              | Pts | J  | G | N | P | Bp | Bc | Diff |  | Résultats (▼ dom., ► ext.) |     |     |     |     |     |     |
| ---- | ------------------- | --- | -- | - | - | - | -- | -- | ---- |  | -------------------------- | --- | --- | --- | --- | --- | --- |
| 1    | Iran                | 23  | 10 | 7 | 2 | 1 | 19 | 8  | +11  |  | Iran                       |     | 2-2 | 2-0 | 4-1 | 1-0 | 3-0 |
| 2    | Ouzbékistan         | 21  | 10 | 6 | 3 | 1 | 14 | 7  | +7   |  | Ouzbékistan                | 0-0 |     | 1-0 | 3-0 | 1-0 | 1-0 |
| 3    | Émirats arabes unis | 15  | 10 | 4 | 3 | 3 | 15 | 8  | +7   |  | Émirats arabes unis        | 0-1 | 0-0 |     | 5-0 | 3-0 | 1-1 |
| 4    | Qatar               | 13  | 10 | 4 | 1 | 5 | 17 | 24 | -7   |  | Qatar                      | 1-0 | 3-2 | 1-3 |     | 3-1 | 5-1 |
| 5    | Kirghizistan        | 8   | 10 | 2 | 2 | 6 | 12 | 18 | -6   |  | Kirghizistan               | 2-3 | 2-3 | 1-1 | 3-1 |     | 1-0 |
| 6    | Corée du Nord       | 3   | 10 | 0 | 3 | 7 | 9  | 21 | -12  |  | Corée du Nord              | 2-3 | 0-1 | 1-2 | 2-2 | 2-2 |     |

##### Groupe B
| Rang | Équipe       | Pts | J  | G | N | P | Bp | Bc | Diff |  | Résultats (▼ dom., ► ext.) |     |     |     |     |     |     |
| ---- | ------------ | --- | -- | - | - | - | -- | -- | ---- |  | -------------------------- | --- | --- | --- | --- | --- | --- |
| 1    | Corée du Sud | 22  | 10 | 6 | 4 | 0 | 20 | 7  | +13  |  | Corée du Sud               |     | 1-1 | 3-2 | 1-1 | 0-0 | 4-0 |
| 2    | Jordanie     | 16  | 10 | 4 | 4 | 2 | 16 | 8  | +8   |  | Jordanie                   | 0-2 |     | 0-1 | 4-0 | 3-1 | 1-1 |
| 3    | Irak         | 15  | 10 | 4 | 3 | 3 | 9  | 9  | 0    |  | Irak                       | 0-2 | 0-0 |     | 1-0 | 1-0 | 2-2 |
| 4    | Oman         | 11  | 10 | 3 | 2 | 5 | 9  | 14 | -5   |  | Oman                       | 1-3 | 0-3 | 0-1 |     | 1-0 | 4-0 |
| 5    | Palestine    | 10  | 10 | 2 | 4 | 4 | 10 | 13 | -3   |  | Palestine                  | 1-1 | 1-3 | 2-1 | 1-1 |     | 2-2 |
| 6    | Koweït       | 5   | 10 | 0 | 5 | 5 | 7  | 20 | -13  |  | Koweït                     | 1-3 | 1-1 | 0-0 | 0-1 | 0-2 |     |

##### Groupe C
| Rang | Équipe          | Pts | J  | G | N | P | Bp | Bc | Diff |  | Résultats (▼ dom., ► ext.) |     |     |     |     |     |     |
| ---- | --------------- | --- | -- | - | - | - | -- | -- | ---- |  | -------------------------- | --- | --- | --- | --- | --- | --- |
| 1    | Japon           | 23  | 10 | 7 | 2 | 1 | 30 | 3  | +27  |  | Japon                      |     | 1-1 | 0-0 | 6-0 | 7-0 | 2-0 |
| 2    | Australie       | 19  | 10 | 5 | 4 | 1 | 16 | 7  | +9   |  | Australie                  | 1-0 |     | 0-0 | 5-1 | 3-1 | 0-1 |
| 3    | Arabie saoudite | 13  | 10 | 3 | 4 | 3 | 7  | 8  | -1   |  | Arabie saoudite            | 0-2 | 1-2 |     | 1-1 | 1-0 | 0-0 |
| 4    | Indonésie       | 12  | 10 | 3 | 3 | 4 | 9  | 20 | -11  |  | Indonésie                  | 0-4 | 0-0 | 2-0 |     | 1-0 | 1-0 |
| 5    | Chine           | 9   | 10 | 3 | 0 | 7 | 7  | 20 | -13  |  | Chine                      | 1-3 | 0-2 | 1-2 | 2-1 |     | 1-0 |
| 6    | Bahreïn         | 6   | 10 | 1 | 3 | 6 | 5  | 16 | -11  |  | Bahreïn                    | 0-5 | 2-2 | 0-2 | 2-2 | 0-1 |     |

#### Quatrième tour

##### Groupe A
| Rang | Équipe              | Pts | J | G | N | P | Bp | Bc | Diff |  | Résultats (▼ dom., ► ext.) |   |   |   |
| ---- | ------------------- | --- | - | - | - | - | -- | -- | ---- |  | -------------------------- | - | - | - |
| 1    | Qatar               | 0   | 0 | 0 | 0 | 0 | 0  | 0  | 0    |  | Qatar                      |   | - | - |
| 2    | Émirats arabes unis | 0   | 0 | 0 | 0 | 0 | 0  | 0  | 0    |  | Émirats arabes unis        | - |   | - |
| 3    | Oman                | 0   | 0 | 0 | 0 | 0 | 0  | 0  | 0    |  | Oman                       | - | - |   |

##### Groupe B
| Rang | Équipe          | Pts | J | G | N | P | Bp | Bc | Diff |  | Résultats (▼ dom., ► ext.) |   |   |   |
| ---- | --------------- | --- | - | - | - | - | -- | -- | ---- |  | -------------------------- | - | - | - |
| 1    | Arabie saoudite | 0   | 0 | 0 | 0 | 0 | 0  | 0  | 0    |  | Arabie saoudite            |   | - | - |
| 2    | Irak            | 0   | 0 | 0 | 0 | 0 | 0  | 0  | 0    |  | Irak                       | - |   | - |
| 3    | Indonésie       | 0   | 0 | 0 | 0 | 0 | 0  | 0  | 0    |  | Indonésie                  | - | - |   |

#### Cinquième tour
| Équipe | Score | Équipe |
| ------ | ----- | ------ |
|        | -     |        |

### Afrique (CAF)
La CAF a annoncé le 19 mai 2023, le nouveau format permettant de qualifier neuf pays africains pour la Coupe du monde de football 2026. Les premiers de chaque groupe sont directement qualifiés pour la compétition tandis que les quatre meilleurs deuxièmes de groupes participent à un tournoi éliminatoire en vue de se qualifier pour les barrages intercontinentaux.

#### Premier tour
Le tirage au sort des groupes du premier tour a lieu le 13 juillet 2023. Il permet de créer neuf groupes de six équipes. Le premier de chaque groupe est qualifié pour la Coupe du monde de football 2026 tandis que les quatre meilleurs deuxièmes passent à la phase de barrage continental.

##### Groupe A
| Rang | Équipe        | Pts | J | G | N | P | Bp | Bc | Diff |  | Résultats (▼ dom., ► ext.) |     |     |     |     |     |     |
| ---- | ------------- | --- | - | - | - | - | -- | -- | ---- |  | -------------------------- | --- | --- | --- | --- | --- | --- |
| 1    | Égypte        | 16  | 6 | 5 | 1 | 0 | 14 | 2  | +12  |  | Égypte                     |     | 2-1 | 1-0 | -   | -   | 6-0 |
| 2    | Burkina Faso  | 11  | 6 | 3 | 2 | 1 | 13 | 7  | +6   |  | Burkina Faso               | -   |     | 2-2 | -   | 1-1 | 4-1 |
| 3    | Sierra Leone  | 8   | 6 | 2 | 2 | 2 | 7  | 7  | 0    |  | Sierra Leone               | 0-2 | -   |     | -   | 3-1 | 2-1 |
| 4    | Éthiopie      | 6   | 6 | 1 | 3 | 2 | 7  | 7  | 0    |  | Éthiopie                   | 0-2 | 0-3 | 0-0 |     | -   | 6-1 |
| 5    | Guinée-Bissau | 6   | 6 | 1 | 3 | 2 | 5  | 7  | -2   |  | Guinée-Bissau              | 1-1 | 1-2 | -   | 0-0 |     | -   |
| 6    | Djibouti      | 1   | 6 | 0 | 1 | 5 | 4  | 20 | -16  |  | Djibouti                   | -   | -   | -   | 1-1 | 0-1 |     |

##### Groupe B
| Rang | Équipe        | Pts | J | G | N | P | Bp | Bc | Diff |  | Résultats (▼ dom., ► ext.) |     |     |     |     |     |     |
| ---- | ------------- | --- | - | - | - | - | -- | -- | ---- |  | -------------------------- | --- | --- | --- | --- | --- | --- |
| 1    | RD Congo      | 13  | 6 | 4 | 1 | 1 | 7  | 2  | +5   |  | RD Congo                   |     | -   | -   | 1-0 | 1-0 | 2-0 |
| 2    | Sénégal       | 12  | 6 | 3 | 3 | 0 | 8  | 1  | +7   |  | Sénégal                    | 1-1 |     | -   | 2-0 | 4-0 | -   |
| 3    | Soudan        | 12  | 6 | 3 | 3 | 0 | 8  | 2  | +6   |  | Soudan                     | 1-0 | 0-0 |     | 1-1 | 1-1 | -   |
| 4    | Togo          | 4   | 6 | 0 | 4 | 2 | 4  | 7  | -3   |  | Togo                       | -   | 0-0 | -   |     | 0-0 | 2-2 |
| 5    | Soudan du Sud | 3   | 6 | 0 | 3 | 2 | 2  | 10 | -8   |  | Soudan du Sud              | -   | -   | 0-3 | -   |     | 0-0 |
| 6    | Mauritanie    | 2   | 6 | 0 | 2 | 4 | 2  | 9  | -7   |  | Mauritanie                 | 0-2 | 0-1 | 0-2 | -   | -   |     |

##### Groupe C
| Rang | Équipe         | Pts | J | G | N | P | Bp | Bc | Diff |  | Résultats (▼ dom., ► ext.) |     |     |     |     |     |     |
| ---- | -------------- | --- | - | - | - | - | -- | -- | ---- |  | -------------------------- | --- | --- | --- | --- | --- | --- |
| 1    | Afrique du Sud | 13  | 6 | 4 | 1 | 1 | 10 | 5  | +5   |  | Afrique du Sud             |     | -   | 2-1 | -   | 2-0 | 3-1 |
| 2    | Rwanda         | 8   | 6 | 2 | 2 | 2 | 4  | 4  | 0    |  | Rwanda                     | 2-0 |     | -   | 0-2 | 1-1 | 0-0 |
| 3    | Bénin          | 8   | 6 | 2 | 2 | 2 | 6  | 7  | -1   |  | Bénin                      | 0-2 | 1-0 |     | 2-1 | -   | -   |
| 4    | Nigeria        | 7   | 6 | 1 | 4 | 1 | 7  | 6  | +1   |  | Nigeria                    | 1-1 | -   | -   |     | 1-1 | 1-1 |
| 5    | Lesotho        | 6   | 6 | 1 | 3 | 2 | 4  | 5  | -1   |  | Lesotho                    | -   | 0-1 | 0-0 | -   |     | -   |
| 6    | Zimbabwe       | 4   | 6 | 0 | 4 | 2 | 5  | 9  | -4   |  | Zimbabwe                   | -   | -   | 2-2 | 1-1 | 0-2 |     |

##### Groupe D
| Rang | Équipe   | Pts | J | G | N | P | Bp | Bc | Diff |  | Résultats (▼ dom., ► ext.) |     |     |     |     |     |     |
| ---- | -------- | --- | - | - | - | - | -- | -- | ---- |  | -------------------------- | --- | --- | --- | --- | --- | --- |
| 1    | Cap-Vert | 13  | 6 | 4 | 1 | 1 | 7  | 5  | +2   |  | Cap-Vert                   |     | -   | 1-0 | 0-0 | 1-0 | -   |
| 2    | Cameroun | 12  | 6 | 3 | 3 | 0 | 12 | 4  | +8   |  | Cameroun                   | 4-1 |     | 3-1 | -   | 3-0 | -   |
| 3    | Libye    | 8   | 6 | 2 | 2 | 2 | 6  | 7  | -1   |  | Libye                      | -   | 1-1 |     | 1-1 | 2-1 | -   |
| 4    | Angola   | 7   | 6 | 1 | 4 | 1 | 4  | 4  | 0    |  | Angola                     | 1-2 | 1-1 | -   |     | -   | 1-0 |
| 5    | Maurice  | 5   | 6 | 1 | 2 | 3 | 6  | 10 | -4   |  | Maurice                    | -   | -   | -   | 0-0 |     | 2-1 |
| 6    | Eswatini | 2   | 6 | 0 | 2 | 4 | 4  | 9  | -5   |  | Eswatini                   | 0-2 | 0-0 | 0-1 | -   | 3-3 |     |

##### Groupe E
| Rang | Équipe   | Pts     | J       | G       | N       | P       | Bp      | Bc      | Diff    |  | Résultats (▼ dom., ► ext.) |     |     |       |       |       |
| ---- | -------- | ------- | ------- | ------- | ------- | ------- | ------- | ------- | ------- |  | -------------------------- | --- | --- | ----- | ----- | ----- |
| 1    | Maroc    | 15      | 5       | 5       | 0       | 0       | 14      | 2       | +12     |  | Maroc                      |     | -   | 2-0   | 2-1   | Ann.  |
| 2    | Niger    | 6       | 4       | 2       | 0       | 2       | 6       | 4       | +2      |  | Niger                      | 1-2 |     | 0-1   | 2-1   | Ann.* |
| 3    | Tanzanie | 6       | 4       | 2       | 0       | 2       | 2       | 4       | -2      |  | Tanzanie                   | 0-2 | -   |       | -     | Ann.  |
| 4    | Zambie   | 3       | 4       | 1       | 0       | 3       | 6       | 7       | -1      |  | Zambie                     | -   | -   | 0-1   |       | 4-2   |
| 5    | Congo    | 0       | 3       | 0       | 0       | 3       | 2       | 13      | -11     |  | Congo                      | 0-6 | 0-3 | Ann.* | Ann.* |       |
| -    | Érythrée | Forfait | Forfait | Forfait | Forfait | Forfait | Forfait | Forfait | Forfait |  |                            |     |     |       |       |       |

Le 1er novembre 2023, est annoncée le forfait de l'Érythrée aux qualifications à la Coupe du monde dont leur dernier match officiel remonte au 10 septembre 2019 (défaite 2-0 face à la Namibie).
Le 26 juin 2024, le Congo se prend une défaite sur tapis vert (0-3) face au Niger en raison de son refus de jouer le match à Kinshasa en République démocratique du Congo.
Le 6 février 2025, est annoncée la suspension du Congo aux qualifications à la Coupe du monde à la suite d'une ingérence politique. Leur dernier match officiel remonte au 19 novembre 2024 (défaite 0 - 1 face à l'Ouganda en qualifications pour la Coupe d'Afrique des nations de football 2025). Sans levée de sanction, la CAF en collaboration avec la FIFA prend la décision d'annuler leurs matchs restants.

##### Groupe F
| Rang | Équipe        | Pts | J | G | N | P | Bp | Bc | Diff |  | Résultats (▼ dom., ► ext.) |     |     |     |     |     |     |
| ---- | ------------- | --- | - | - | - | - | -- | -- | ---- |  | -------------------------- | --- | --- | --- | --- | --- | --- |
| 1    | Côte d'Ivoire | 16  | 6 | 5 | 1 | 0 | 14 | 0  | +14  |  | Côte d'Ivoire              |     | 1-0 | -   | -   | 1-0 | 9-0 |
| 2    | Gabon         | 15  | 6 | 5 | 0 | 1 | 12 | 6  | +6   |  | Gabon                      | -   |     | -   | 2-1 | 3-2 | 3-0 |
| 3    | Burundi       | 10  | 6 | 3 | 1 | 2 | 13 | 7  | +6   |  | Burundi                    | 0-1 | 1-2 |     | -   | 3-2 | 5-0 |
| 4    | Kenya         | 6   | 6 | 1 | 3 | 2 | 11 | 8  | +3   |  | Kenya                      | 0-0 | 1-2 | 1-1 |     | -   | -   |
| 5    | Gambie        | 4   | 6 | 1 | 1 | 4 | 12 | 13 | -1   |  | Gambie                     | 0-2 | -   | -   | 3-3 |     | 5-1 |
| 6    | Seychelles    | 0   | 6 | 0 | 0 | 6 | 2  | 30 | -28  |  | Seychelles                 | -   | -   | 1-3 | 0-5 | -   |     |

##### Groupe G
| Rang | Équipe     | Pts | J | G | N | P | Bp | Bc | Diff |  | Résultats (▼ dom., ► ext.) |     |     |     |     |     |     |
| ---- | ---------- | --- | - | - | - | - | -- | -- | ---- |  | -------------------------- | --- | --- | --- | --- | --- | --- |
| 1    | Algérie    | 15  | 6 | 5 | 0 | 1 | 16 | 6  | +10  |  | Algérie                    |     | 5-1 | -   | -   | 1-2 | 3-1 |
| 2    | Mozambique | 12  | 6 | 4 | 0 | 2 | 10 | 11 | -1   |  | Mozambique                 | 0-2 |     | -   | 3-1 | -   | 2-1 |
| 3    | Botswana   | 9   | 6 | 3 | 0 | 3 | 9  | 8  | +1   |  | Botswana                   | 1-3 | 2-3 |     | -   | 1-0 | 2-0 |
| 4    | Ouganda    | 9   | 6 | 3 | 0 | 3 | 6  | 7  | -1   |  | Ouganda                    | 1-2 | -   | 1-0 |     | 1-0 | -   |
| 5    | Guinée     | 7   | 6 | 2 | 1 | 3 | 4  | 5  | -1   |  | Guinée                     | -   | 0-1 | -   | 2-1 |     | 0-0 |
| 6    | Somalie    | 1   | 6 | 0 | 1 | 5 | 3  | 11 | -8   |  | Somalie                    | -   | -   | 1-3 | 0-1 | -   |     |

##### Groupe H
| Rang | Équipe               | Pts | J | G | N | P | Bp | Bc | Diff |  | Résultats (▼ dom., ► ext.) |     |     |     |     |     |     |
| ---- | -------------------- | --- | - | - | - | - | -- | -- | ---- |  | -------------------------- | --- | --- | --- | --- | --- | --- |
| 1    | Tunisie              | 16  | 6 | 5 | 1 | 0 | 9  | 0  | +9   |  | Tunisie                    |     | -   | -   | 1-0 | 2-0 | 4-0 |
| 2    | Namibie              | 12  | 6 | 3 | 3 | 0 | 8  | 2  | +6   |  | Namibie                    | 0-0 |     | 1-1 | 1-1 | -   | -   |
| 3    | Liberia              | 10  | 6 | 3 | 1 | 2 | 7  | 4  | +3   |  | Liberia                    | 0-1 | -   |     | 3-0 | 0-1 | 2-1 |
| 4    | Guinée équatoriale   | 7   | 6 | 2 | 1 | 3 | 4  | 8  | -4   |  | Guinée équatoriale         | -   | 0-3 | -   |     | 1-0 | 2-0 |
| 5    | Malawi               | 6   | 6 | 2 | 0 | 4 | 4  | 6  | -2   |  | Malawi                     | 0-1 | 0-1 | -   | -   |     | 3-1 |
| 6    | Sao Tomé-et-Principe | 0   | 6 | 0 | 0 | 6 | 2  | 14 | -12  |  | Sao Tomé-et-Principe       | -   | 0-2 | 0-1 | -   | -   |     |

##### Groupe I
| Rang | Équipe       | Pts | J | G | N | P | Bp | Bc | Diff |  | Résultats (▼ dom., ► ext.) |     |     |     |     |     |     |
| ---- | ------------ | --- | - | - | - | - | -- | -- | ---- |  | -------------------------- | --- | --- | --- | --- | --- | --- |
| 1    | Ghana        | 15  | 6 | 5 | 0 | 1 | 15 | 5  | +10  |  | Ghana                      |     | -   | 1-0 | -   | 4-3 | 5-0 |
| 2    | Comores      | 12  | 6 | 4 | 0 | 2 | 9  | 7  | +2   |  | Comores                    | 1-0 |     | -   | 0-3 | 4-2 | 1-0 |
| 3    | Madagascar   | 10  | 6 | 3 | 1 | 2 | 9  | 6  | +3   |  | Madagascar                 | 0-3 | 2-1 |     | 0-0 | -   | -   |
| 4    | Mali         | 9   | 6 | 2 | 3 | 1 | 8  | 4  | +4   |  | Mali                       | 1-2 | -   | -   |     | 1-1 | 3-1 |
| 5    | Centrafrique | 5   | 6 | 1 | 2 | 3 | 8  | 13 | -5   |  | Centrafrique               | -   | -   | 1-4 | 0-0 |     | 1-0 |
| 6    | Tchad        | 0   | 6 | 0 | 0 | 6 | 1  | 15 | -14  |  | Tchad                      | -   | 0-2 | 0-3 | -   | -   |     |

#### Classement des deuxièmes de groupes
| Rang | Équipe               | Pts | J | G | N | P | Bp | Bc | Diff |
| ---- | -------------------- | --- | - | - | - | - | -- | -- | ---- |
| 1    | Gabon (gr. F)        | 15  | 6 | 5 | 0 | 1 | 12 | 6  | +6   |
| 2    | Cameroun (gr. D)     | 12  | 6 | 3 | 3 | 0 | 12 | 4  | +8   |
| 3    | Sénégal (gr. B)      | 12  | 6 | 3 | 3 | 0 | 8  | 1  | +7   |
| 4    | Namibie (gr. H)      | 12  | 6 | 3 | 3 | 0 | 8  | 2  | +6   |
| 5    | Comores (gr. I)      | 12  | 6 | 4 | 0 | 2 | 9  | 7  | +2   |
| 6    | Mozambique (gr. G)   | 12  | 6 | 4 | 0 | 2 | 10 | 11 | -1   |
| 7    | Burkina Faso (gr. A) | 11  | 6 | 3 | 2 | 1 | 14 | 2  | +12  |
| 8    | Tanzanie (gr. E)     | 9   | 5 | 3 | 0 | 2 | 5  | 4  | +1   |
| 9    | Rwanda (gr. C)       | 8   | 6 | 2 | 2 | 2 | 4  | 4  | 0    |

- Note : classement virtuel en cours de compétition, établi afin de projection en fonction des équipes occupant la seconde place de leur groupe à l'issue de la journée indiquée. Les deuxièmes de groupe ne seront en effet tous réellement connus qu'à l'issue de la dernière journée et peuvent tout à fait être différents de ceux figurant dans ce tableau en ce moment.

#### Deuxième tour (barrages)
Le vainqueur de ce tournoi se qualifie pour le barrage intercontinental.
|  | Demi-finale                                            | Demi-finale                                            | Demi-finale                                            | Demi-finale                                            |   |  | Finale                                                 | Finale                                                 | Finale                                                 | Finale                                                 |
|  |                                                        |                                                        |                                                        |                                                        |   |  |                                                        |                                                        |                                                        |                                                        |
|  | novembre 2025 - Stade à déterminer, Ville à déterminer | novembre 2025 - Stade à déterminer, Ville à déterminer | novembre 2025 - Stade à déterminer, Ville à déterminer | novembre 2025 - Stade à déterminer, Ville à déterminer |   |  | novembre 2025 - Stade à déterminer, Ville à déterminer | novembre 2025 - Stade à déterminer, Ville à déterminer | novembre 2025 - Stade à déterminer, Ville à déterminer | novembre 2025 - Stade à déterminer, Ville à déterminer |
|  |                                                        |                                                        | -                                                      |                                                        |   |  | novembre 2025 - Stade à déterminer, Ville à déterminer | novembre 2025 - Stade à déterminer, Ville à déterminer | novembre 2025 - Stade à déterminer, Ville à déterminer | novembre 2025 - Stade à déterminer, Ville à déterminer |
|  |                                                        |                                                        |                                                        |                                                        |   |  | novembre 2025 - Stade à déterminer, Ville à déterminer | novembre 2025 - Stade à déterminer, Ville à déterminer | novembre 2025 - Stade à déterminer, Ville à déterminer | novembre 2025 - Stade à déterminer, Ville à déterminer |
|  |                                                        |                                                        | -                                                      |                                                        |   |  | novembre 2025 - Stade à déterminer, Ville à déterminer | novembre 2025 - Stade à déterminer, Ville à déterminer | novembre 2025 - Stade à déterminer, Ville à déterminer | novembre 2025 - Stade à déterminer, Ville à déterminer |
|  |                                                        |                                                        | -                                                      |                                                        |   |  |                                                        |                                                        |                                                        |                                                        |
|  | novembre 2025 - Stade à déterminer, Ville à déterminer |                                                        |                                                        |                                                        |   |  |                                                        |                                                        |                                                        |                                                        |
|  |                                                        |                                                        |                                                        |                                                        | - |  |                                                        |                                                        |                                                        |                                                        |
|  |                                                        |                                                        | -                                                      |                                                        |   |  |                                                        |                                                        |                                                        |                                                        |
|  |                                                        |                                                        |                                                        |                                                        |   |  |                                                        |                                                        |                                                        |                                                        |
|  |                                                        |                                                        | -                                                      |                                                        |   |  |                                                        |                                                        |                                                        |                                                        |
|  |                                                        |                                                        |                                                        |                                                        |   |  |                                                        |                                                        |                                                        |                                                        |

### Amérique du Nord, Amérique centrale et Caraïbes (CONCACAF)
La CONCACAF a annoncé le 28 février 2023 le format restructuré des éliminatoires de la Coupe du monde de la FIFA 2026. Les trois nations de la CONCACAF — le Canada, les États-Unis et le Mexique — qui sont qualifiées d'office pour la phase finale en tant que pays hôtes ne sont pas concernées par ces éliminatoires.
- Premier tour : Quatre équipes, classées 29 à 32 de la zone CONCACAF selon le classement FIFA de novembre 2023, s'affrontent en matchs aller-retour à élimination directe. Les deux vainqueurs accèdent au second tour.

- Deuxième tour :  les deux vainqueurs du premier tour rejoignent les équipes classées de 1 à 28 de la zone CONCACAF selon le classement FIFA de novembre 2023. Les trente équipes sont réparties en six groupes de cinq. Chaque équipe au sein d'un groupe affronte une fois ses adversaires (deux matchs à domicile et deux à l'extérieur). Les deux premiers de chaque groupe se qualifient pour le troisième tour.

- Troisième tour : Les douze équipes encore en lice sont réparties en trois groupes de quatre équipes. Au sein de chaque groupe les équipes s'affrontent toutes à deux reprises (aller-retour). Les trois vainqueurs de groupe se qualifient pour la Coupe du monde. Les deux meilleurs deuxièmes (désignés par un classement comparatif) se qualifient pour les barrages intercontinentaux.

#### Premier tour
| Équipe                      | Aller | Total             | Retour   | Équipe                    |
| --------------------------- | ----- | ----------------- | -------- | ------------------------- |
| Anguilla                    | 0 - 0 | 1 - 1 (4 - 3 tab) | 1 - 1 ap | Îles Turques-et-Caïques   |
| Îles Vierges des États-Unis | 1 - 1 | 1 - 1 (2 - 4 tab) | 0 - 0 ap | Îles Vierges britanniques |

#### Deuxième tour

##### Groupe A
| Rang | Équipe             | Pts | J | G | N | P | Bp | Bc | Diff |  | Résultats (▼ dom., ► ext.) |     |     |     |     |     |
| ---- | ------------------ | --- | - | - | - | - | -- | -- | ---- |  | -------------------------- | --- | --- | --- | --- | --- |
| 1    | Honduras           | 12  | 4 | 4 | 0 | 0 | 12 | 2  | +10  |  | Honduras                   |     |     | 3-1 |     | 2-0 |
| 2    | Bermudes           | 7   | 4 | 2 | 1 | 1 | 9  | 8  | +1   |  | Bermudes                   | 1-6 |     |     | 5-0 |     |
| 3    | Cuba               | 6   | 4 | 2 | 0 | 2 | 6  | 5  | +1   |  | Cuba                       |     | 1-2 |     | 3-0 |     |
| 4    | Îles Caïmans       | 3   | 4 | 1 | 0 | 3 | 1  | 9  | -8   |  | Îles Caïmans               | 0-1 |     |     |     | 1-0 |
| 5    | Antigua-et-Barbuda | 1   | 4 | 0 | 1 | 3 | 1  | 5  | -4   |  | Antigua-et-Barbuda         |     | 1-1 | 0-1 |     |     |

##### Groupe B
| Rang | Équipe                     | Pts | J | G | N | P | Bp | Bc | Diff |  | Résultats (▼ dom., ► ext.) |     |     |     |     |     |
| ---- | -------------------------- | --- | - | - | - | - | -- | -- | ---- |  | -------------------------- | --- | --- | --- | --- | --- |
| 1    | Costa Rica                 | 12  | 4 | 4 | 0 | 0 | 17 | 1  | +16  |  | Costa Rica                 |     | 2-1 |     | 4-0 |     |
| 2    | Trinité-et-Tobago          | 7   | 4 | 2 | 1 | 1 | 16 | 7  | +9   |  | Trinité-et-Tobago          |     |     | 2-2 | 6-2 |     |
| 3    | Grenade                    | 7   | 4 | 2 | 1 | 1 | 11 | 7  | +4   |  | Grenade                    | 0-3 |     |     |     | 6-0 |
| 4    | Saint-Christophe-et-Niévès | 3   | 4 | 1 | 0 | 3 | 5  | 13 | -8   |  | Saint-Christophe-et-Niévès |     |     | 2-3 |     | 1-0 |
| 5    | Bahamas                    | 0   | 4 | 0 | 0 | 4 | 1  | 22 | -21  |  | Bahamas                    | 0-8 | 1-7 |     |     |     |

##### Groupe C
| Rang | Équipe       | Pts | J | G | N | P | Bp | Bc | Diff |  | Résultats (▼ dom., ► ext.) |     |     |     |     |     |
| ---- | ------------ | --- | - | - | - | - | -- | -- | ---- |  | -------------------------- | --- | --- | --- | --- | --- |
| 1    | Curaçao      | 12  | 4 | 4 | 0 | 0 | 15 | 2  | +13  |  | Curaçao                    |     |     | 4-0 |     | 4-1 |
| 2    | Haïti        | 9   | 4 | 3 | 0 | 1 | 11 | 7  | +4   |  | Haïti                      | 1-5 |     | 2-1 |     |     |
| 3    | Sainte-Lucie | 4   | 4 | 1 | 1 | 2 | 5  | 9  | -4   |  | Sainte-Lucie               |     |     |     | 2-2 | 2-1 |
| 4    | Aruba        | 2   | 4 | 0 | 2 | 2 | 3  | 10 | -7   |  | Aruba                      | 0-2 | 0-5 |     |     |     |
| 5    | Barbade      | 1   | 4 | 0 | 1 | 3 | 4  | 10 | -6   |  | Barbade                    |     | 1-3 |     | 1-1 |     |

##### Groupe D
| Rang | Équipe     | Pts | J | G | N | P | Bp | Bc | Diff |  | Résultats (▼ dom., ► ext.) |     |     |     |     |     |
| ---- | ---------- | --- | - | - | - | - | -- | -- | ---- |  | -------------------------- | --- | --- | --- | --- | --- |
| 1    | Panama     | 12  | 4 | 4 | 0 | 0 | 10 | 1  | +9   |  | Panama                     |     | 3-0 | 2-0 |     |     |
| 2    | Nicaragua  | 9   | 4 | 3 | 0 | 1 | 9  | 4  | +5   |  | Nicaragua                  |     |     | 1-0 | 4-1 |     |
| 3    | Guyana     | 6   | 4 | 2 | 0 | 2 | 6  | 4  | +2   |  | Guyana                     |     |     |     | 3-0 | 3-1 |
| 4    | Montserrat | 3   | 4 | 1 | 0 | 3 | 3  | 10 | -7   |  | Montserrat                 | 1-3 |     |     |     | 1-0 |
| 5    | Belize     | 0   | 4 | 0 | 0 | 4 | 1  | 10 | -9   |  | Belize                     | 0-2 | 0-4 |     |     |     |

##### Groupe E
| Rang | Équipe                    | Pts | J | G | N | P | Bp | Bc | Diff |  | Résultats (▼ dom., ► ext.) |     |     |     |     |     |
| ---- | ------------------------- | --- | - | - | - | - | -- | -- | ---- |  | -------------------------- | --- | --- | --- | --- | --- |
| 1    | Jamaïque                  | 12  | 4 | 4 | 0 | 0 | 8  | 2  | +6   |  | Jamaïque                   |     | 3-0 | 1-0 |     |     |
| 2    | Guatemala                 | 9   | 4 | 3 | 0 | 1 | 13 | 5  | +8   |  | Guatemala                  |     |     | 4-2 | 6-0 |     |
| 3    | République dominicaine    | 6   | 4 | 2 | 0 | 2 | 11 | 5  | +6   |  | République dominicaine     |     |     |     | 5-0 | 4-0 |
| 4    | Dominique                 | 3   | 4 | 1 | 0 | 3 | 5  | 14 | -9   |  | Dominique                  | 2-3 |     |     |     | 3-0 |
| 5    | Îles Vierges britanniques | 0   | 4 | 0 | 0 | 4 | 0  | 11 | -11  |  | Îles Vierges britanniques  | 0-1 | 0-3 |     |     |     |

##### Groupe F
| Rang | Équipe                          | Pts | J | G | N | P | Bp | Bc | Diff |  | Résultats (▼ dom., ► ext.)      |     |     |     |     |     |
| ---- | ------------------------------- | --- | - | - | - | - | -- | -- | ---- |  | ------------------------------- | --- | --- | --- | --- | --- |
| 1    | Suriname                        | 10  | 4 | 3 | 1 | 0 | 10 | 2  | +8   |  | Suriname                        |     |     | 1-0 | 4-1 |     |
| 2    | Salvador                        | 8   | 4 | 2 | 2 | 0 | 7  | 2  | +5   |  | Salvador                        | 1-1 |     | 0-0 |     |     |
| 3    | Porto Rico                      | 7   | 4 | 2 | 1 | 1 | 10 | 2  | +8   |  | Porto Rico                      |     |     |     | 2-1 | 8-0 |
| 4    | Saint-Vincent-et-les-Grenadines | 3   | 4 | 1 | 0 | 3 | 9  | 9  | 0    |  | Saint-Vincent-et-les-Grenadines |     | 1-3 |     |     | 6-0 |
| 5    | Anguilla                        | 0   | 4 | 0 | 0 | 4 | 0  | 21 | -21  |  | Anguilla                        | 0-4 | 0-3 |     |     |     |

#### Groupe A
| Rang | Équipe    | Pts | J | G | N | P | Bp | Bc | Diff |  | Résultats (▼ dom., ► ext.) |   |   |   |   |
| ---- | --------- | --- | - | - | - | - | -- | -- | ---- |  | -------------------------- | - | - | - | - |
| 1    | Panama    | 0   | 0 | 0 | 0 | 0 | 0  | 0  | 0    |  | Panama                     |   | - | - | - |
| 2    | Salvador  | 0   | 0 | 0 | 0 | 0 | 0  | 0  | 0    |  | Salvador                   | - |   | - | - |
| 3    | Guatemala | 0   | 0 | 0 | 0 | 0 | 0  | 0  | 0    |  | Guatemala                  | - | - |   | - |
| 4    | Suriname  | 0   | 0 | 0 | 0 | 0 | 0  | 0  | 0    |  | Suriname                   | - | - | - |   |

#### Groupe B
| Rang | Équipe            | Pts | J | G | N | P | Bp | Bc | Diff |  | Résultats (▼ dom., ► ext.) |   |   |   |   |
| ---- | ----------------- | --- | - | - | - | - | -- | -- | ---- |  | -------------------------- | - | - | - | - |
| 1    | Jamaïque          | 0   | 0 | 0 | 0 | 0 | 0  | 0  | 0    |  | Jamaïque                   |   | - | - | - |
| 2    | Curaçao           | 0   | 0 | 0 | 0 | 0 | 0  | 0  | 0    |  | Curaçao                    | - |   | - | - |
| 3    | Trinité-et-Tobago | 0   | 0 | 0 | 0 | 0 | 0  | 0  | 0    |  | Trinité-et-Tobago          | - | - |   | - |
| 4    | Bermudes          | 0   | 0 | 0 | 0 | 0 | 0  | 0  | 0    |  | Bermudes                   | - | - | - |   |

#### Groupe C
| Rang | Équipe     | Pts | J | G | N | P | Bp | Bc | Diff |  | Résultats (▼ dom., ► ext.) |   |   |   |   |
| ---- | ---------- | --- | - | - | - | - | -- | -- | ---- |  | -------------------------- | - | - | - | - |
| 1    | Costa Rica | 0   | 0 | 0 | 0 | 0 | 0  | 0  | 0    |  | Costa Rica                 |   | - | - | - |
| 2    | Honduras   | 0   | 0 | 0 | 0 | 0 | 0  | 0  | 0    |  | Honduras                   | - |   | - | - |
| 3    | Haïti      | 0   | 0 | 0 | 0 | 0 | 0  | 0  | 0    |  | Haïti                      | - | - |   | - |
| 4    | Nicaragua  | 0   | 0 | 0 | 0 | 0 | 0  | 0  | 0    |  | Nicaragua                  | - | - | - |   |

#### Classement comparatif des deuxièmes de groupe
| Rang | Équipe | Pts | J | G | N | P | Bp | Bc | Diff |
| ---- | ------ | --- | - | - | - | - | -- | -- | ---- |
| 1    |        | 0   | 0 | 0 | 0 | 0 | 0  | 0  | 0    |
| 2    |        | 0   | 0 | 0 | 0 | 0 | 0  | 0  | 0    |
| 3    |        | 0   | 0 | 0 | 0 | 0 | 0  | 0  | 0    |

### Amérique du Sud (CONMEBOL)
Comme pour chaque édition depuis celle de 1998, les pays sud-américains s’affrontent dans un groupe qualificatif unique en matchs aller-retour. Les six premiers sont qualifiés, le septième accède aux barrages intercontinentaux. Les éliminatoires de la zone débutent en septembre 2023.
| Rang | Équipe    | Pts  | J  | G  | N | P  | Bp | Bc | Diff |  | Résultats (▼ dom., ► ext.) |     |     |     |     |     |     |     |     |     |     |
| ---- | --------- | ---- | -- | -- | - | -- | -- | -- | ---- |  | -------------------------- | --- | --- | --- | --- | --- | --- | --- | --- | --- | --- |
| 1    | Argentine | 35   | 16 | 11 | 2 | 3  | 28 | 9  | +19  |  | Argentine                  |     | 1-0 | 4-1 | 0-2 | 1-0 | 1-1 | -   | 6-0 | 1-0 | 3-0 |
| 2    | Équateur  | 25-3 | 16 | 7  | 7 | 2  | 13 | 5  | +8   |  | Équateur                   | -   |     | 0-0 | 2-1 | 0-0 | 0-0 | 2-1 | 4-0 | 1-0 | 1-0 |
| 3    | Brésil    | 25   | 16 | 7  | 4 | 5  | 21 | 16 | +5   |  | Brésil                     | 0-1 | 1-0 |     | 1-1 | 1-0 | 2-1 | 1-1 | 5-1 | 4-0 | -   |
| 4    | Uruguay   | 24   | 16 | 6  | 6 | 4  | 19 | 12 | +7   |  | Uruguay                    | 0-1 | 0-0 | 2-0 |     | 0-0 | 3-2 | 2-0 | 3-0 | -   | 3-1 |
| 5    | Paraguay  | 24   | 16 | 6  | 6 | 4  | 13 | 10 | +3   |  | Paraguay                   | 2-1 | -   | 1-0 | 2-0 |     | 0-1 | 2-1 | 1-0 | 0-0 | 1-0 |
| 6    | Colombie  | 22   | 16 | 5  | 7 | 4  | 19 | 15 | +4   |  | Colombie                   | 2-1 | 0-1 | 2-1 | 2-2 | 2-2 |     | 1-0 | -   | 0-0 | 4-0 |
| 7    | Venezuela | 18   | 16 | 4  | 6 | 6  | 15 | 19 | -4   |  | Venezuela                  | 1-1 | 0-0 | 1-1 | 0-0 | 1-0 | -   |     | 2-0 | 1-0 | 3-0 |
| 8    | Bolivie   | 17   | 16 | 5  | 2 | 9  | 16 | 32 | -16  |  | Bolivie                    | 0-3 | 1-2 | -   | 0-0 | 2-2 | 1-0 | 4-0 |     | 2-0 | 2-0 |
| 9    | Pérou     | 12   | 16 | 2  | 6 | 8  | 6  | 17 | -11  |  | Pérou                      | 0-2 | 0-0 | 0-1 | 1-0 | -   | 1-1 | 1-1 | 3-1 |     | 0-0 |
| 10   | Chili     | 10   | 16 | 2  | 4 | 10 | 9  | 24 | -15  |  | Chili                      | 0-1 | 0-0 | 1-2 | -   | 0-0 | 0-0 | 4-2 | 1-2 | 2-0 |     |

- L'Équateur a été sanctionné d'un retrait de 3 points pour avoir falsifié les documents de naissance de Byron Castillo lors de la précédente campagne de qualification pour la Coupe du monde.

### Océanie (OFC)
La FIFA a annoncé le 28 août 2023 le format de l'OFC pour les éliminatoires de la Coupe du monde de la FIFA 2026. Pour la première fois, la confédération dispose d'une place qualificative assurée pour la Coupe du monde.
- Premier tour : Les quatre moins bonnes équipes, classées 8 à 11 de la confédération d'Océanie selon le classement FIFA, s'affrontent dans une série à élimination directe. Le vainqueur accède au second tour.

- Deuxième tour : le vainqueur du premier tour rejoint les équipes classées de 1 à 7 de la zone OFC selon le classement FIFA. Les huit équipes sont réparties en deux groupes de quatre. Les deux premiers de chaque groupe se qualifient pour le troisième tour.

- Troisième tour : Les quatre équipes qualifiées au deuxième tour s'affrontent dans une série à élimination directe à match unique (demi-finales puis finale). Le vainqueur final se qualifie pour la Coupe du monde. Le finaliste se qualifie pour les barrages intercontinentaux.

#### Premier tour
|  | Demi-finales      | Demi-finales      | Demi-finales     | Demi-finales     |       |       | Finale           | Finale           | Finale           | Finale           |
|  |                   |                   |                  |                  |       |       |                  |                  |                  |                  |
|  | 7 septembre 2024  | 7 septembre 2024  | 7 septembre 2024 | 7 septembre 2024 |       |       | 9 septembre 2024 | 9 septembre 2024 | 9 septembre 2024 | 9 septembre 2024 |
|  | Îles Cook         | Îles Cook         | 1                | 1                |       |       | 9 septembre 2024 | 9 septembre 2024 | 9 septembre 2024 | 9 septembre 2024 |
|  | Îles Cook         | Îles Cook         | 1                | 1                |       |       | 9 septembre 2024 | 9 septembre 2024 | 9 septembre 2024 | 9 septembre 2024 |
|  | Tonga             | Tonga             | 3                | 3                |       |       | 9 septembre 2024 | 9 septembre 2024 | 9 septembre 2024 | 9 septembre 2024 |
|  | Tonga             | Tonga             | 3                | 3                | Tonga | Tonga | 1                | 1                |                  |                  |
|  | 7 septembre 2024  |                   |                  |                  | Tonga | Tonga | 1                | 1                |                  |                  |
|  |                   |                   | Samoa            | Samoa            | 2 ap  | 2 ap  |                  |                  |                  |                  |
|  | Samoa américaines | Samoa américaines | Samoa            | Samoa            | 2 ap  | 2 ap  | 0                | 0                |                  |                  |
|  | Samoa américaines | Samoa américaines |                  |                  |       |       |                  | 0                |                  |                  |
|  | Samoa             | Samoa             | 2                | 2                |       |       |                  |                  |                  |                  |
|  | Samoa             | Samoa             | 2                | 2                |       |       |                  |                  |                  |                  |

#### Deuxième tour

##### Groupe A
| Rang | Équipe                    | Pts | J | G | N | P | Bp | Bc | Diff |  | Résultats (▼ dom., ► ext.) |     |     |     |     |
| ---- | ------------------------- | --- | - | - | - | - | -- | -- | ---- |  | -------------------------- | --- | --- | --- | --- |
| 1    | Nouvelle-Calédonie        | 7   | 3 | 2 | 1 | 0 | 7  | 4  | +3   |  | Nouvelle-Calédonie         |     |     |     | 3-1 |
| 2    | Fidji                     | 5   | 3 | 1 | 2 | 0 | 5  | 4  | +1   |  | Fidji                      | 1-1 |     |     |     |
| 3    | Îles Salomon              | 3   | 3 | 1 | 0 | 2 | 4  | 5  | -1   |  | Îles Salomon               | 2-3 | 0-1 |     |     |
| 4    | Papouasie-Nouvelle-Guinée | 1   | 3 | 0 | 1 | 2 | 5  | 8  | -3   |  | Papouasie-Nouvelle-Guinée  |     | 3-3 | 1-2 |     |

##### Groupe B
| Rang | Équipe           | Pts | J | G | N | P | Bp | Bc | Diff |  | Résultats (▼ dom., ► ext.) |     |     |     |     |
| ---- | ---------------- | --- | - | - | - | - | -- | -- | ---- |  | -------------------------- | --- | --- | --- | --- |
| 1    | Nouvelle-Zélande | 9   | 3 | 3 | 0 | 0 | 19 | 1  | +18  |  | Nouvelle-Zélande           |     | 3-0 | 8-1 |     |
| 2    | Tahiti           | 6   | 3 | 2 | 0 | 1 | 5  | 3  | +2   |  | Tahiti                     |     |     | 2-0 |     |
| 3    | Vanuatu          | 3   | 3 | 1 | 0 | 2 | 5  | 11 | -6   |  | Vanuatu                    |     |     |     | 4-1 |
| 4    | Samoa            | 0   | 3 | 0 | 0 | 3 | 1  | 15 | -14  |  | Samoa                      | 0-8 | 0-3 |     |     |

#### Troisième tour
|  | Demi-finales       | Demi-finales       | Demi-finales     | Demi-finales     |                    |                    | Finale       | Finale       | Finale       | Finale       |
|  |                    |                    |                  |                  |                    |                    |              |              |              |              |
|  | 21 mars 2025       | 21 mars 2025       | 21 mars 2025     | 21 mars 2025     |                    |                    | 24 mars 2025 | 24 mars 2025 | 24 mars 2025 | 24 mars 2025 |
|  | Nouvelle-Calédonie | Nouvelle-Calédonie | 3                | 3                |                    |                    | 24 mars 2025 | 24 mars 2025 | 24 mars 2025 | 24 mars 2025 |
|  | Nouvelle-Calédonie | Nouvelle-Calédonie | 3                | 3                |                    |                    | 24 mars 2025 | 24 mars 2025 | 24 mars 2025 | 24 mars 2025 |
|  | Tahiti             | Tahiti             | 0                | 0                |                    |                    | 24 mars 2025 | 24 mars 2025 | 24 mars 2025 | 24 mars 2025 |
|  | Tahiti             | Tahiti             | 0                | 0                | Nouvelle-Calédonie | Nouvelle-Calédonie | 0            | 0            |              |              |
|  | 21 mars 2025       |                    |                  |                  | Nouvelle-Calédonie | Nouvelle-Calédonie | 0            | 0            |              |              |
|  |                    |                    | Nouvelle-Zélande | Nouvelle-Zélande | 3                  | 3                  |              |              |              |              |
|  | Nouvelle-Zélande   | Nouvelle-Zélande   | Nouvelle-Zélande | Nouvelle-Zélande | 3                  | 3                  | 7            | 7            |              |              |
|  | Nouvelle-Zélande   | Nouvelle-Zélande   |                  |                  |                    |                    |              | 7            |              |              |
|  | Fidji              | Fidji              | 0                | 0                |                    |                    |              |              |              |              |
|  | Fidji              | Fidji              | 0                | 0                |                    |                    |              |              |              |              |

### Europe (UEFA)
L'UEFA a dévoilé le 25 janvier 2023 le format des éliminatoires de la Coupe du monde 2026 , :
- Premier tour : Toutes les nations de l'UEFA sont réparties en douze groupes de cinq ou quatre équipes. Les vainqueurs de groupes sont directement qualifiés pour la Coupe du monde.
- Deuxième tour : les deuxièmes de groupes et quatre équipes repêchées de la Ligue des nations de l'UEFA 2024-2025[13] participent à des matchs de barrage constitués de quatre voies de barrage, chacune avec quatre équipes et un seul qualifié.

À cause de l'Invasion de l'Ukraine par la Russie, l'équipe nationale russe est actuellement suspendue et sa participation est en suspens.

### Premier tour

#### Groupe A
| Rang | Équipe          | Pts | J | G | N | P | Bp | Bc | Diff |  | Résultats (▼ dom., ► ext.) |   |   |   |   |
| ---- | --------------- | --- | - | - | - | - | -- | -- | ---- |  | -------------------------- | - | - | - | - |
| 1    | Allemagne       | 0   | 0 | 0 | 0 | 0 | 0  | 0  | 0    |  | Allemagne                  |   | - | - | - |
| 2    | Slovaquie       | 0   | 0 | 0 | 0 | 0 | 0  | 0  | 0    |  | Slovaquie                  | - |   | - | - |
| 3    | Irlande du Nord | 0   | 0 | 0 | 0 | 0 | 0  | 0  | 0    |  | Irlande du Nord            | - | - |   | - |
| 4    | Luxembourg      | 0   | 0 | 0 | 0 | 0 | 0  | 0  | 0    |  | Luxembourg                 | - | - | - |   |

#### Groupe B
| Rang | Équipe   | Pts | J | G | N | P | Bp | Bc | Diff |  | Résultats (▼ dom., ► ext.) |   |   |   |   |
| ---- | -------- | --- | - | - | - | - | -- | -- | ---- |  | -------------------------- | - | - | - | - |
| 1    | Suisse   | 0   | 0 | 0 | 0 | 0 | 0  | 0  | 0    |  | Suisse                     |   | - | - | - |
| 2    | Suède    | 0   | 0 | 0 | 0 | 0 | 0  | 0  | 0    |  | Suède                      | - |   | - | - |
| 3    | Slovénie | 0   | 0 | 0 | 0 | 0 | 0  | 0  | 0    |  | Slovénie                   | - | - |   | - |
| 4    | Kosovo   | 0   | 0 | 0 | 0 | 0 | 0  | 0  | 0    |  | Kosovo                     | - | - | - |   |

#### Groupe C
| Rang | Équipe      | Pts | J | G | N | P | Bp | Bc | Diff |  | Résultats (▼ dom., ► ext.) |   |   |   |   |
| ---- | ----------- | --- | - | - | - | - | -- | -- | ---- |  | -------------------------- | - | - | - | - |
| 1    | Danemark    | 0   | 0 | 0 | 0 | 0 | 0  | 0  | 0    |  | Danemark                   |   | - | - | - |
| 2    | Grèce       | 0   | 0 | 0 | 0 | 0 | 0  | 0  | 0    |  | Grèce                      | - |   | - | - |
| 3    | Écosse      | 0   | 0 | 0 | 0 | 0 | 0  | 0  | 0    |  | Écosse                     | - | - |   | - |
| 4    | Biélorussie | 0   | 0 | 0 | 0 | 0 | 0  | 0  | 0    |  | Biélorussie                | - | - | - |   |

#### Groupe D
| Rang | Équipe      | Pts | J | G | N | P | Bp | Bc | Diff |  | Résultats (▼ dom., ► ext.) |   |   |   |   |
| ---- | ----------- | --- | - | - | - | - | -- | -- | ---- |  | -------------------------- | - | - | - | - |
| 1    | France      | 0   | 0 | 0 | 0 | 0 | 0  | 0  | 0    |  | France                     |   | - | - | - |
| 2    | Ukraine     | 0   | 0 | 0 | 0 | 0 | 0  | 0  | 0    |  | Ukraine                    | - |   | - | - |
| 3    | Islande     | 0   | 0 | 0 | 0 | 0 | 0  | 0  | 0    |  | Islande                    | - | - |   | - |
| 4    | Azerbaïdjan | 0   | 0 | 0 | 0 | 0 | 0  | 0  | 0    |  | Azerbaïdjan                | - | - | - |   |

#### Groupe E
| Rang | Équipe   | Pts | J | G | N | P | Bp | Bc | Diff |  | Résultats (▼ dom., ► ext.) |   |   |   |   |
| ---- | -------- | --- | - | - | - | - | -- | -- | ---- |  | -------------------------- | - | - | - | - |
| 1    | Espagne  | 0   | 0 | 0 | 0 | 0 | 0  | 0  | 0    |  | Espagne                    |   | - | - | - |
| 2    | Turquie  | 0   | 0 | 0 | 0 | 0 | 0  | 0  | 0    |  | Turquie                    | - |   | - | - |
| 3    | Géorgie  | 0   | 0 | 0 | 0 | 0 | 0  | 0  | 0    |  | Géorgie                    | - | - |   | - |
| 4    | Bulgarie | 0   | 0 | 0 | 0 | 0 | 0  | 0  | 0    |  | Bulgarie                   | - | - | - |   |

#### Groupe F
| Rang | Équipe               | Pts | J | G | N | P | Bp | Bc | Diff |  | Résultats (▼ dom., ► ext.) |   |   |   |   |
| ---- | -------------------- | --- | - | - | - | - | -- | -- | ---- |  | -------------------------- | - | - | - | - |
| 1    | Portugal             | 0   | 0 | 0 | 0 | 0 | 0  | 0  | 0    |  | Portugal                   |   | - | - | - |
| 2    | Hongrie              | 0   | 0 | 0 | 0 | 0 | 0  | 0  | 0    |  | Hongrie                    | - |   | - | - |
| 3    | République d'Irlande | 0   | 0 | 0 | 0 | 0 | 0  | 0  | 0    |  | République d'Irlande       | - | - |   | - |
| 4    | Arménie              | 0   | 0 | 0 | 0 | 0 | 0  | 0  | 0    |  | Arménie                    | - | - | - |   |

#### Groupe G
| Rang | Équipe   | Pts | J | G | N | P | Bp | Bc | Diff |  | Résultats (▼ dom., ► ext.) |     |     |     |     |     |
| ---- | -------- | --- | - | - | - | - | -- | -- | ---- |  | -------------------------- | --- | --- | --- | --- | --- |
| 1    | Finlande | 7   | 4 | 2 | 1 | 1 | 5  | 5  | 0    |  | Finlande                   |     | 0-2 | 2-1 | -   | -   |
| 2    | Pays-Bas | 6   | 2 | 2 | 0 | 0 | 10 | 0  | +10  |  | Pays-Bas                   | -   |     | -   | -   | 8-0 |
| 3    | Pologne  | 6   | 3 | 2 | 0 | 1 | 4  | 2  | +2   |  | Pologne                    | -   | -   |     | 1-0 | 2-0 |
| 4    | Lituanie | 2   | 3 | 0 | 2 | 1 | 2  | 3  | -1   |  | Lituanie                   | 2-2 | -   | -   |     | -   |
| 5    | Malte    | 1   | 4 | 0 | 1 | 3 | 0  | 11 | -11  |  | Malte                      | 0-1 | -   | -   | 0-0 |     |

#### Groupe H
| Rang | Équipe             | Pts | J | G | N | P | Bp | Bc | Diff |  | Résultats (▼ dom., ► ext.) |     |     |     |     |     |
| ---- | ------------------ | --- | - | - | - | - | -- | -- | ---- |  | -------------------------- | --- | --- | --- | --- | --- |
| 1    | Bosnie-Herzégovine | 9   | 3 | 3 | 0 | 0 | 4  | 1  | +3   |  | Bosnie-Herzégovine         |     | -   | -   | 2-1 | 1-0 |
| 2    | Autriche           | 6   | 2 | 2 | 0 | 0 | 6  | 1  | +5   |  | Autriche                   | -   |     | 2-1 | -   | -   |
| 3    | Roumanie           | 6   | 4 | 2 | 0 | 2 | 8  | 4  | +4   |  | Roumanie                   | 0-1 | -   |     | 2-0 | -   |
| 4    | Chypre             | 3   | 3 | 1 | 0 | 2 | 3  | 4  | -1   |  | Chypre                     | -   | -   | -   |     | 2-0 |
| 5    | Saint-Marin        | 0   | 4 | 0 | 0 | 4 | 1  | 12 | -11  |  | Saint-Marin                | -   | 0-4 | 1-5 | -   |     |

#### Groupe I
| Rang | Équipe   | Pts | J | G | N | P | Bp | Bc | Diff |  | Résultats (▼ dom., ► ext.) |     |     |     |     |     |
| ---- | -------- | --- | - | - | - | - | -- | -- | ---- |  | -------------------------- | --- | --- | --- | --- | --- |
| 1    | Norvège  | 12  | 4 | 4 | 0 | 0 | 13 | 2  | +11  |  | Norvège                    |     | -   | 3-0 | -   | -   |
| 2    | Israël   | 6   | 3 | 2 | 0 | 1 | 7  | 6  | +1   |  | Israël                     | 2-4 |     | -   | 2-1 | -   |
| 3    | Italie   | 3   | 2 | 1 | 0 | 1 | 2  | 3  | -1   |  | Italie                     | -   | -   |     | -   | 2-0 |
| 4    | Estonie  | 3   | 4 | 1 | 0 | 3 | 5  | 8  | -3   |  | Estonie                    | 0-1 | 1-3 | -   |     | -   |
| 5    | Moldavie | 0   | 3 | 0 | 0 | 3 | 2  | 10 | -8   |  | Moldavie                   | 0-5 | -   | -   | 2-3 |     |

#### Groupe J
| Rang | Équipe            | Pts | J | G | N | P | Bp | Bc | Diff |  | Résultats (▼ dom., ► ext.) |     |     |     |     |     |
| ---- | ----------------- | --- | - | - | - | - | -- | -- | ---- |  | -------------------------- | --- | --- | --- | --- | --- |
| 1    | Macédoine du Nord | 8   | 4 | 2 | 2 | 0 | 6  | 2  | +4   |  | Macédoine du Nord          |     | 1-1 | 1-1 | -   | -   |
| 2    | Pays de Galles    | 7   | 4 | 2 | 1 | 1 | 10 | 6  | +4   |  | Pays de Galles             | -   |     | -   | 3-1 | 3-0 |
| 3    | Belgique          | 4   | 2 | 1 | 1 | 0 | 5  | 4  | +1   |  | Belgique                   | -   | 4-3 |     | -   | -   |
| 4    | Kazakhstan        | 3   | 3 | 1 | 0 | 2 | 3  | 4  | -1   |  | Kazakhstan                 | 0-1 | -   | -   |     | -   |
| 5    | Liechtenstein     | 0   | 3 | 0 | 0 | 3 | 0  | 8  | -8   |  | Liechtenstein              | 0-3 | -   | -   | 0-2 |     |

#### Groupe K
| Rang | Équipe     | Pts | J | G | N | P | Bp | Bc | Diff |  | Résultats (▼ dom., ► ext.) |     |     |     |     |     |
| ---- | ---------- | --- | - | - | - | - | -- | -- | ---- |  | -------------------------- | --- | --- | --- | --- | --- |
| 1    | Angleterre | 9   | 3 | 3 | 0 | 0 | 6  | 0  | +6   |  | Angleterre                 |     | 2-0 | -   | 3-0 | -   |
| 2    | Albanie    | 5   | 4 | 1 | 2 | 1 | 4  | 3  | +1   |  | Albanie                    | -   |     | 0-0 | -   | 3-0 |
| 3    | Serbie     | 4   | 2 | 1 | 1 | 0 | 3  | 0  | +3   |  | Serbie                     | -   | -   |     | -   | 3-0 |
| 4    | Lettonie   | 4   | 3 | 1 | 1 | 1 | 2  | 4  | -2   |  | Lettonie                   | -   | 1-1 | -   |     | -   |
| 5    | Andorre    | 0   | 4 | 0 | 0 | 4 | 0  | 8  | -8   |  | Andorre                    | 0-1 | -   | -   | 0-1 |     |

#### Groupe L
| Rang | Équipe     | Pts | J | G | N | P | Bp | Bc | Diff |  | Résultats (▼ dom., ► ext.) |     |     |     |     |     |
| ---- | ---------- | --- | - | - | - | - | -- | -- | ---- |  | -------------------------- | --- | --- | --- | --- | --- |
| 1    | Tchéquie   | 9   | 4 | 3 | 0 | 1 | 9  | 6  | +3   |  | Tchéquie                   |     | -   | 2-0 | 2-1 | -   |
| 2    | Croatie    | 6   | 2 | 2 | 0 | 0 | 12 | 1  | +11  |  | Croatie                    | 5-1 |     | -   | -   | -   |
| 3    | Monténégro | 6   | 3 | 2 | 0 | 1 | 4  | 3  | +1   |  | Monténégro                 | -   | -   |     | 1-0 | 3-1 |
| 4    | Îles Féroé | 3   | 3 | 1 | 0 | 2 | 3  | 4  | -1   |  | Îles Féroé                 | -   | -   | -   |     | 2-1 |
| 5    | Gibraltar  | 0   | 4 | 0 | 0 | 4 | 2  | 16 | -14  |  | Gibraltar                  | 0-4 | 0-7 | -   | -   |     |

### Barrages intercontinentaux
Les barrages intercontinentaux concernent six équipes — deux d'Amérique du Nord, centrale et Caraïbes (CONCACAF), une d'Amérique du Sud (CONMEBOL), une d'Asie (AFC), une d'Afrique (CAF) et une d'Océanie (OFC) — et se disputent sur deux tours en match simple à élimination directe. Les quatre nations les moins bien classées au classement FIFA  s'affrontent au premier tour, les deux équipes les mieux classées étant exemptées. Le tour final voit s'opposer les deux vainqueurs du premier tour aux deux exemptés. Les deux vainqueurs du tour final se qualifient pour la Coupe du monde.
| Confédération | Équipe             | Parcours                                       | Date de qualification |
| ------------- | ------------------ | ---------------------------------------------- | --------------------- |
| OFC           | Nouvelle-Calédonie | Finaliste de la zone Océanie                   | 24 mars 2025          |
| CONCACAF      |                    | Les deux meilleurs deuxièmes du troisième tour |                       |
| CONCACAF      |                    | Les deux meilleurs deuxièmes du troisième tour |                       |
| CONMEBOL      |                    | 7e du classement général                       |                       |
| AFC           |                    | Vainqueur du cinquième tour                    |                       |
| CAF           |                    | Vainqueur du deuxième tour                     |                       |

#### Premier tour
| Équipe | Score | Équipe |
| ------ | ----- | ------ |
|        | -     |        |
|        | -     |        |

#### Tour final
| Équipe | Score | Équipe |
| ------ | ----- | ------ |
|        | -     |        |
|        | -     |        |